# Veikkausliiga 2012
Die Veikkausliiga 2012 war die 23. Spielzeit der höchsten finnischen Spielklasse im Fußball der Männer unter diesem Namen sowie die 82. Saison seit deren Einführung im Jahre 1930. Die Saison startete am 15. April und endete am 27. Oktober 2012.
Titelverteidiger und zugleich Rekordmeister war der HJK Helsinki aus der finnischen Hauptstadt. Neu in die Veikkausliiga aufgestiegen war der FC Lahti. Helsinki konnte mit sechs Punkten Vorsprung auf Inter Turku die insgesamt 25. Meisterschaft gewinnen. Neben HJK konnten sich die beiden Vereine aus Turku, Inter und Turku PS für den Europapokal qualifizieren. Pokalsieger wurde der FC Honka Espoo. Absteiger in die Ykkönen war der Haka Valkeakoski.

## Modus
Die Meisterschaft wurde in einer Dreifachrunde ausgespielt. Jede Mannschaft bestritt somit 33 Saisonspiele. Der Tabellenletzte stieg ab.

## Teilnehmende Mannschaften
| Verein                | Stadt       | Stadion                      | Kapazität |
| --------------------- | ----------- | ---------------------------- | --------- |
| FC Honka Espoo        | Espoo       | Tapiolan urheilupuisto       | 04.100    |
| FC Lahti              | Lahti       | Stadion Lahti                | 14.465    |
| FF Jaro               | Jakobstad   | Jakobstads Centralplan       | 04.600    |
| Haka Valkeakoski      | Valkeakoski | Tehtaan kenttä               | 06.400    |
| HJK Helsinki          | Helsinki    | Sonera Stadium               | 10.770    |
| IFK Mariehamn         | Mariehamn   | Wiklöf Holding Arena         | 05.637    |
| Inter Turku           | Turku       | Veritas-Stadion              | 09.372    |
| JJK Jyväskylä         | Jyväskylä   | Harjun stadion               | 03.000    |
| Kuopion PS            | Kuopio      | Magnum Areena                | 04.700    |
| Myllykosken Pallo -47 | Kouvola     | Saviniemen jalkapallostadion | 04.167    |
| Turku PS              | Turku       | Veritas-Stadion              | 09.372    |
| Vaasan PS             | Vaasa       | Hietalahti Stadion           | 04.600    |

## Abschlusstabelle
| Pl. | Verein                | Sp. | S  | U  | N  | Tore    | Diff. | Punkte |
| --- | --------------------- | --- | -- | -- | -- | ------- | ----- | ------ |
| 1.  | HJK Helsinki (M, P)   | 33  | 19 | 7  | 7  | 063:330 | +30   | 64     |
| 2.  | Inter Turku           | 33  | 17 | 7  | 9  | 057:420 | +15   | 58     |
| 3.  | Turku PS              | 33  | 16 | 6  | 11 | 055:330 | +22   | 54     |
| 4.  | IFK Mariehamn 1       | 33  | 13 | 12 | 8  | 050:430 | +7    | 51     |
| 5.  | FC Lahti (N)          | 33  | 16 | 2  | 15 | 045:490 | −4    | 50     |
| 6.  | Myllykosken Pallo -47 | 33  | 13 | 10 | 10 | 039:330 | +6    | 49     |
| 7.  | FC Honka Espoo        | 33  | 12 | 7  | 14 | 037:380 | −1    | 43     |
| 8.  | Vaasan PS             | 33  | 12 | 7  | 14 | 036:380 | −2    | 43     |
| 9.  | JJK Jyväskylä         | 33  | 12 | 4  | 17 | 054:650 | −11   | 40     |
| 10. | Kuopion PS            | 33  | 10 | 6  | 17 | 039:530 | −14   | 36     |
| 11. | FF Jaro               | 33  | 8  | 9  | 16 | 028:510 | −23   | 33     |
| 12. | Haka Valkeakoski      | 33  | 9  | 5  | 19 | 032:570 | −25   | 32     |

Platzierungskriterien: 1. Punkte – 2. Tordifferenz – 3. geschossene Tore

| (M) | amtierender Meister     |
| (P) | amtierender Pokalsieger |
| (N) | Neuaufsteiger           |

## Kreuztabelle
| Spieltage 1–22        | HJK Helsinki | Inter Turku | Turku PS | IFK Mariehamn | FC Lahti | Myllykosken Pallo -47 | FC Honka Espoo | Vaasan PS | JJK Jyväskylä | Kuopion PS | FF Jaro | Haka Valkeakoski |
| --------------------- | ------------ | ----------- | -------- | ------------- | -------- | --------------------- | -------------- | --------- | ------------- | ---------- | ------- | ---------------- |
| HJK Helsinki          |              | 1:1         | 0:0      | 5:1           | 2:0      | 1:1                   | 1:0            | 3:3       | 2:0           | 4:1        | 0:0     | 1:0              |
| Inter Turku           | 2:0          |             | 0:0      | 1:0           | 2:0      | 2:0                   | 2:1            | 2:0       | 3:2           | 1:4        | 3:1     | 4:1              |
| Turku PS              | 1:2          | 4:1         |          | 1:1           | 4:0      | 1:0                   | 2:1            | 1:0       | 1:0           | 3:0        | 1:2     | 9:2              |
| IFK Mariehamn         | 2:0          | 2:1         | 1:0      |               | 2:2      | 2:2                   | 1:1            | 0:0       | 3:3           | 2:0        | 2:0     | 1:0              |
| FC Lahti              | 3:0          | 4:3         | 1:0      | 2:0           |          | 3:1                   | 3:2            | 1:0       | 2:1           | 2:1        | 0:2     | 0:1              |
| Myllykosken Pallo -47 | 1:4          | 0:0         | 1:1      | 2:1           | 3:1      |                       | 0:0            | 1:1       | 2:1           | 1:1        | 2:0     | 1:0              |
| FC Honka Espoo        | 1:0          | 3:0         | 0:1      | 2:2           | 3:2      | 1:1                   |                | 1:2       | 3:0           | 2:1        | 2:0     | 2:2              |
| Vaasan PS             | 1:3          | 0:2         | 1:3      | 1:3           | 1:3      | 2:0                   | 2:0            |           | 2:0           | 0:1        | 2:1     | 0:1              |
| JJK Jyväskylä         | 3:6          | 0:0         | 2:1      | 3:2           | 3:1      | 0:3                   | 0:1            | 1:2       |               | 1:5        | 4:2     | 5:0              |
| Kuopion PS            | 0:3          | 0:6         | 1:3      | 2:0           | 1:0      | 2:0                   | 0:2            | 2:1       | 2:3           |            | 1:0     | 1:1              |
| FF Jaro               | 2:2          | 0:1         | 0:1      | 3:3           | 2:1      | 0:3                   | 1:0            | 0:0       | 0:3           | 1:1        |         | 1:0              |
| Haka Valkeakoski      | 2:2          | 1:2         | 1:0      | 1:1           | 0:3      | 3:1                   | 1:0            | 0:1       | 3:1           | 0:2        | 0:0     |                  |

| Spieltage 23–33       | HJK Helsinki | Inter Turku | Turku PS | IFK Mariehamn | FC Lahti | Myllykosken Pallo -47 | FC Honka Espoo | Vaasan PS | JJK Jyväskylä | Kuopion PS | FF Jaro | Haka Valkeakoski |
| --------------------- | ------------ | ----------- | -------- | ------------- | -------- | --------------------- | -------------- | --------- | ------------- | ---------- | ------- | ---------------- |
| HJK Helsinki          |              | 2:1         | –        | 3:1           | 2:0      | –                     | 3:0            | –         | –             | 2:0        | 4:1     | –                |
| Inter Turku           | –            |             | 3:3      | 0:3           | –        | –                     | –              | 1:1       | 2:1           | 2:1        | 1:1     | –                |
| Turku PS              | 3:1          | –           |          | –             | –        | 0:1                   | –              | 1:0       | 2:3           | –          | 2:3     | 2:0              |
| IFK Mariehamn         | –            | –           | 2:1      |               | 2:0      | 0:0                   | 0:0            | –         | –             | 1:1        | –       | –                |
| FC Lahti              | –            | 0:5         | 2:0      | –             |          | 0:0                   | 2:1            | –         | –             | –          | –       | 1:0              |
| Myllykosken Pallo -47 | 1:0          | 4:0         | –        | –             | –        |                       | –              | 1:0       | 0:1           | –          | –       | 3:1              |
| FC Honka Espoo        | –            | 2:1         | 0:2      | –             | –        | 2:1                   |                | 1:1       | 0:2           | 1:0        | –       | –                |
| Vaasan PS             | 1:0          | –           | –        | 1:2           | 2:1      | –                     | –              |           | –             | –          | 1:1     | 2:1              |
| JJK Jyväskylä         | 0:3          | –           | –        | 5:2           | 2:1      | –                     | –              | 0:2       |               | –          | 1:1     | 1:4              |
| Kuopion PS            | –            | –           | 1:1      | –             | 1:2      | 1:2                   | –              | 0:3       | 2:2           |            | –       | 3:0              |
| FF Jaro               | –            | –           | –        | 0:3           | 0:2      | 1:0                   | 0:1            | –         | –             | 1:0        |         | –                |
| Haka Valkeakoski      | 0:1          | 0:2         | –        | 0:2           | –        | –                     | 2:1            | –         | –             | –          | 4:1     |                  |

## Torschützenliste
| Pl. | Spieler              | Mannschaft            | Tore |
| --- | -------------------- | --------------------- | ---- |
| 01. | Irakli Sirbiladze    | Inter Turku           | 17   |
| 02. | Aleksei Kangaskolkka | IFK Mariehamn         | 16   |
| 03. | Steven Morrissey     | Vaasan PS             | 15   |
| 04. | Pekka Sihvola        | Myllykosken Pallo -47 | 14   |
| 05. | Tamás Gruborovics    | JJK Jyväskylä         | 12   |
| 05. | Mika Ojala           | Inter Turku           | 12   |
| 05. | Demba Savage         | HJK Helsinki          | 12   |
| 08. | Joel Pohjanpalo      | HJK Helsinki          | 11   |
| 08. | Aleksi Ristola       | Turun Palloseura      | 11   |
| 10. | Mikko Innanen        | JJK Jyväskylä         | 10   |
| 10. | Juho Mäkelä          | HJK Helsinki          | 10   |
| 10. | Tim Väyrynen         | FC Honka Espoo        | 10   |
| 10. | Babatunde Wusu       | JJK Jyväskylä         | 10   |